# Römische Spiele im Kaiserreich
Als römische Kaiserzeit wird im engeren Sinne die Zeit zwischen 27 v. Chr. bis 248 n. Chr. bezeichnet. Sie bildet einen Epochenabschnitt zwischen der von Expansion und Anpassungskrisen bestimmten späten Römischen Republik und der Spätantike.
Für die römisch herrschenden Kaiser stellten die öffentlichen Spiele (ludi publici) einen Einfluss auf die Bevölkerung dar, denn Essen und Unterhaltung genossen im römischen Volk ein hohes Ansehen. Durch die Darbietung der Spiele konnten sich die Kaiser während ihrer Herrschaft beim Volk außerordentlich beliebt machen, dieses von der Armut ablenken und einen damit ständig drohenden Aufstand verhindern.
Die hohe Popularität und die zunehmende Abhaltung dieser römischen Spiele hatte zur Folge, dass besonders unter der Dynastie der Flavier (69 n. Chr. bis 96 n. Chr.) in Rom eine große Bautätigkeit einsetzte. Im Zuge dessen entstanden das große Amphitheater, das Kolosseum und der Circus Maximus in Rom. Diese besonderen erbauten Objekte zeigen, dass nie in der Geschichte ein Volk so viele Feste gefeiert hat, wie das der Römer.

## Römische Spiele
Römische Spiele oder auch unter dem Begriff der öffentlichen Schauveranstaltungen zu verstehen, waren eines der Merkmale des römischen Lebens, die mit den zur Schau gestellten Hinrichtungen in der ganzen Welt bekannt waren. Die Schauspiele hatten eine ganz besondere Anziehungskraft in Hinsicht auf das Publikum, und das wird durch die unermessliche Zahl von Wettkämpfen ersichtlich.
Im Kaiserreich ist der Princeps dabei mit seiner Familie oft alleiniger Ausrichter der Schauspiele. Seine Anwesenheit verleiht dem Schauspiel einen dementsprechenden Schauspielcharakter, die besonders bei römischen Triumphfeiern und kaiserlichen Begräbnisfeierlichkeiten zum Ausdruck gebracht wurden. Dem Kaiser selbst, den Senatoren und den Rittern war es untersagt, sich in der Arena zu betätigen, denn es drohte ihnen der Ehrenverlust und damit ein sozialer Abstieg.
Mit der zunehmenden Professionalisierung im Schauspielbereich und vor allem der Preis für Gladiatoren stellten die kaiserliche Kasse vor Probleme. Auf diese Kostenentwicklung hin reagierten die Herrscher langfristig mit einer Art Ausbildung in diesem Beruf zur Abwälzung der Lasten. Aus dieser Entwicklung gehen die Princeps im Hinblick auf die Gladiatoren und Tierkämpfer als die größten Eigentümer von Gladiatorentruppen und Gladiatorenschulen hervor.
Die wichtigsten Schauspielarten von Rennen, Jagden und Gladiatorenkämpfen waren in ihrer Häufigkeit der Darstellung ausgewogen. Auch Seeschlachten konnten abgehalten werden, da die Arena durch eine unterirdische Anlage mit Wasser gefüllt werden konnte. Diese Feststellung ist auf die Theaterarchitektur im Kaiserreich zurückzuführen.
Die Darbietungsformen reichen von einer harmlosen Tierschau und Konfrontation von Mensch und Tier bis hin zu den ausgefallensten Tierkämpfen, wilde Tiere erhöhten jedoch den gewünschten Gräuel der Spiele. Auch die Neuerungen bei der Gladiatur reichen, je nach Stimmung des Veranstalters, von einem menschenwürdigen Ablauf bis zur Zuspitzung von Grausamkeit.
Die professionellen Gladiatoren waren beim Volk beliebt und waren mit Helm und Schild zum eigenen Schutz ausgestattet. Bei den professionellen Gladiatoren unterscheidet man zwischen dem „Retiarius“, der mit einem Netz und einem Dreizack gegen den „Mirmillo“ kämpfte. Dieser war mit einem geschmückten Helm versehen und symbolisierte den Kampf zwischen Fischer und Fisch. Außerdem gab es die „Sanniter“, die mit einem Schwert und einem rechteckigen Schild bewaffnet waren, und die „Thraker“, die mit einem kurzen Krummsäbel und einem kleinen runden Schild kämpften. Neben diesen Gladiatoren gab es die Gladiatoren, die darin ausgebildet wurden, sich gegenseitig zu töten. In diesen Kämpfen sind die Kämpfer ohne jeden Schutz mit dem ganzen Körper den Schlägen des anderen ausgesetzt, Helm und Schild würden hierbei nur das Werk des Todes verzögern.
Im Amphitheater, auch Jagdrevier des Kaisers und der Römer genannt, wurden nicht nur Kämpfe zwischen Männern und Tieren vollzogen, es wurden auch Jagden simuliert. Die Begeisterung, das Erstaunen und die Erregung der Zuschauer bei exotischen Tieren, Gladiatoren und den Jägern sicherte den Erfolg der Schauspiele. Eine weitere Begeisterung entwickelte das Volk aus der Pferdeleidenschaft, die Wagenrennen. Dabei wurden leichte Wagen von zwei oder vier Pferden gezogen und der Wagenlenker musste innerhalb von sieben Runden großes Geschick aufweisen, um seinen Vorsprung durch das Schneiden von engen Kurven auszubauen. Auch er konnte sich mit einem Erfolg unter den Römern einen bedeutenden Namen verschaffen.

### Der Ursprung und die Entwicklung der Spiele in Rom
Rom hat in den sieben Jahrhunderten seines Bestehens, wie es scheint, die Form seiner Freizeitgestaltung oft tiefgreifend verändert und dabei eine Muße herausgebildet, die sich in einem Sieg des Individualismus mit seinem Bemühen, mithilfe der Muße zu seinem persönlichen Glück zu finden, definiert. Mit der Entwicklung der Schauspielveranstaltungen hat Rom seine aristokratische Moral und sein Pflichtpensum um das Recht der gesellschaftlichen Elite erweitert.
Die ländlichen Feste und die regionalen Besonderheiten der von Ackerbau und Viehzucht geprägten Halbinsel bestanden bis in die Kaiserzeit hinein. Die Römer haben in ihrem Reichsgebiet, besonders in Griechenland und im Osten ein fest verankertes System von Freizeitangeboten vorgefunden und dieses oft übernommen, vor allem wenn sich Übereinstimmungen ergaben. Dieses war zum Beispiel zwischen den charismatisch geprägten Schauveranstaltungen aus der Republik der Römer und dem Euergetismus, der in den Festdarbietungen des monarchischen Orients seinen Ausdruck fand, der Fall. Damit kann eine Kontinuität in der Beständigkeit der Freizeitstrukturen von den Griechen bis zu den Römern hergestellt werden. So nahmen die Schauspiele im Kaiserreich als Manifestation politischer Loyalität die ursprüngliche Rolle der griechischen Panegyris wieder auf. Das römische Imperium erhielt mit dem Principat aus dem Westen und dem Dominat aus dem Osten zwei auf das Volk ausgerichtete Organisationen der Schauspiele. Mit dem Kaiserkult, der dem religiös zunächst neutralen Principat vom hellenistischen Osten auferlegt wurde, erhielten die römischen Spiele während der Kaiserzeit wieder einen sakralen Charakter, wie an dem Festkalender und an den Ephemeriden deutlich wird.
Die Schauspielkultur in Rom war außerordentlich besonders, denn es stellte eine technische und kulturelle Überlegenheit Roms gegenüber den Barbaren dar. Auch das römische Heer ließ sich in den Anfängen der Kaiserzeit von der Wirkung der Spiele aus dem Zentrum der Großstadt begeistern. Des Weiteren wurden die Wagenrennen wegen ihrer Beliebtheit in Etrurien in Rom heimisch und der olympische Gedanke trat in Form von athletischen Wettkämpfen in den römischen Schauspielveranstaltungen der Kaiserzeit auf. Das römische Volk sehnte sich durch die Monotonie nach neuen und seltenen Darbietungen.

### Austragungsorte der Spiele
Der Blick auf einen Stadtbauplan lässt die Besessenheit der Stadt Rom von Zirkus und Theater erkennen. Das Kolosseum stellte eines der bedeutendsten Objekte für die Austragung der römischen Spiele dar. Hier wurden unter anderem die Gladiatorenkämpfe, die Jagden und die Seeschlachten abgehalten. Das Kolosseum war das Amphitheater der Flavier, das unter Kaiser Vespasian und unter seinem Nachfolger Kaiser Titus von 72 n. Chr. bis 80 n. Chr. erbaut wurde. Diese Art von Bau wurde mit der häufigen Abhaltung zunehmend verbreitet. Für die Bevölkerung war es die erste Adresse für Freizeit und Unterhaltung. Während der Kaiserzeit erfolgten Restaurierungsarbeiten am Kolosseum aufgrund von Erdbeben und Bränden.
Ein weiteres Bauobjekt ist der Circus Maximus, das größte Gebäude und zudem das größte Sportstadion Roms, das jemals für Schauspiele errichtet wurde. Diese Bauten symbolisieren die römische Stadt und das römische Leben während der Kaiserzeit.

## Der Anlass für römische Spiele
Im römischen Kaiserreich gewannen die öffentlichen Spiele an großer Bedeutung. Ein politischer Konsens beruht auf den Grundfesten des Reiches und der bestimmten politischen Handhabung der Schauspiele. Diese zunächst vorgesehenen politisch relevanten Jahresfeste aus dem augustinischen Kalender wurden mit der Zeit von den Kaisern durch die Festsetzung neuer Feste ergänzt. Die Kaiser vermehrten die Dauer und die Anzahl der Spiele, weil sie der Menge gefallen wollten.
In dem augustinischen Kalender waren zu Beginn die Geburtstage der lebenden Kaiser Tiberius, Drusus und Germanius, die Eckdaten in der Karriere des Augustus und der Geburtstag des jeweiligen Princeps für den Festeifer der Massen vorgesehen. An den Geburtstagen des Kaisers wurden oft militärische Spiele gegeben, was ein Anlass zur Bekräftigung der militärischen Loyalität war. Auch die Triumphzüge aus der Kaiserzeit stellten immer wieder einen Anlass für eine Abhaltung römischer Spiele dar. So wurde der bekannte dakische Triumph 107 n. Chr. mit einer Feier von 123 Tagen belohnt und stellt damit den längsten römischen Festakt in der Geschichte dar. Im späteren zeitlichen Verlauf wurde dann auch der Herrschaftsantritt mit öffentlichen Spielen für die Gesellschaft gefeiert. Neue Spiele wurden zum Anlass der zehnjährigen Wiederkehr eines Regierungsantritts des Kaisers zur Überraschung des Volkes ausgetragen. Auch die Einweihung von Bauten, die die Herrscherfamilien für die Spiele errichteten, wurde großzügig mit Festen gefeiert. Dazu gehört zum Beispiel der Bau des Marcellustheaters im Jahr 12 v. Chr. und der Bau des Kolosseums im Jahr 80 n. Chr. Bei dessen Einweihung mit hunderttägigen Festspielen ca. 5000 Tiere geopfert wurden. Seit claudischer Zeit wurde sogar aus der Urteilsvollstreckung ein öffentliches Schauspiel gemacht in Form eines abgekürzten Gladiatorenkampfes, denn Gladiatorenkämpfe waren unter dem römischen Volk besonders beliebt und diese wurden auch zur Ehre einiger Toten ausgetragen.
Der Grund für das häufige Austragen der Spiele war der Euergetismus. Der sogenannte Euergetismus basiert auf der Lehre von der vorausschauenden Fürsorge der Kaiser für das Volk. Dabei werden Sorge und Schutz von der göttlichen Vorsehung inspiriert. So wurden beispielsweise Gladiatorenkämpfe veranstaltet, wodurch das römische Volk Kämpfe und Verwundung vor Augen geführt bekam, bevor man in den Krieg zog. Die Herrschaft konnte also mit diesen Spielen in der Arena den römischen Kampfgeist anregen und wachhalten. Gleichzeitig wurde versucht, die Göttin der Rache und des Zorns, Namens Nemesis, durch die Opferung von Blut der Bürger in fiktiven Kämpfen von dem anstehenden Krieg zu überzeugen.

## Politische Bedeutung der öffentlichen Spiele
Es bestand in der Kaiserzeit eine enge Verbindung der Schauveranstaltungen zur politischen Struktur, weil von dem Kaiser eine zersetzende Wirkung von Parteien und Intriganten erkannt wurde. Das römische Schauspiel war nicht nur eine Kultfeier für Rom, sondern war gleichzeitig als zentralisierte oder regionale Veranstaltung auf eine Zurschaustellung von Macht und Größe angelegt.
Die Schauspiele gehörten zum Herrscherkult der Kaiser und begünstigten die politische Vereinheitlichung und Gleichförmigkeit. Der Herrscher besaß alle Vollmachten im öffentlichen und privaten Raum. Die daraus resultierende absolutistische Art der Staatslenkung führten in Rom und den entferntesten Provinzen seines Reiches zu einer einheitlichen Ausstattungspolitik. Der Herrscher hatte somit die Macht, der Freizeitkultur dienende Vorhaben zu verwirklichen. So exportierte Rom zum Zweck der Vereinheitlichung ab dem 1. Jahrhundert Gladiatorenkämpfe und Amphitheater nach Griechenland und in den Osten. Die weltweite Ordnung des römischen Schauspiels war eng mit dem Frieden und Einheit bringenden Imperialismus verknüpft.
Damit Schauspiele in der Politik des Reiches überhaupt eine Bedeutung zugesprochen bekamen, war die Beibehaltung der republikanischen Feste und Spiele für den kaiserlichen Euergetismus ebenso Voraussetzung wie die Erhaltung der Gebäude aus der Vergangenheit.
Die Schauspielpolitik versuchte in der frühen Kaiserzeit, eine ideologische Argumentation zu entwickeln, die nicht nur einem einfachen Empirismus oder gesellschaftlichen Druck folgte. Es galt; seriöse Vorhaben zu vernachlässigen, sei schädlich, und Vergnügen zu vernachlässigen, sei unpopulär. Die herrschenden Kaiser hatten in öffentlichen Hinrichtungen das Recht zu strafen, was jedoch bei den Schauspielen zu einem zwiegespaltenen Ausdruck in der Bevölkerung führte. In Kriminalprozessen und Rechtsprechungen, die im Theater ausgetragen wurden, herrschte die Schauspieldemokratie.

## Einfluss des Volkes in den Schauspielveranstaltungen
In den Zirkusparteien, den Amphitheaterkoalitionen und den Theaterringen fanden Meinungsverschiedenheiten natürlicherweise ihren Ausdruck. Die Römer hatten das Bedürfnis, zu einer Schauspielfraktion zu gehören. Sie überließen einer anderen Form von Rivalität das Feld, wo Autorität und Ruhm anderweitig zu gewinnen waren. So wurde das auf die Massen ausgerichtete Freizeitprogramm genutzt, um das politische Leben zu führen.
Die Theaterintrigen und Zirkusfraktionen bündelten die politische Aggressivität des Volkes. Während eines Schauspiels entstanden auch spontane Koalitionen, die manchmal von lokalen Gegebenheiten abhängig waren. Beispielsweise gehören dazu die Wagenrennen, bei denen die Pferde und Wagen in Mannschaften aufgeteilt waren und jede seine eigenen politisch gestimmten Anhänger hatte. Hierbei war es von einer Meinungsäußerung bis zu einer Opposition nur ein kleiner Schritt.
Durch die Begeisterung für das Theater und die Leidenschaft für Gladiatoren fand die Gesellschaft zusammen. Vor einem Schauspiel wurden die Erwartungen der Fraktionen an die Darbietung gestellt, bevor dem Schauspielverlauf mit dem Geschrei der Massen eine Stoßrichtung im Theater oder Zirkus gegeben wurde.
Besonders bedeutend war die Stoßrichtung des Geschreis bei den Kämpfen ebenbürtiger Gladiatoren, denn hier war die positive oder negative Reaktion des Volkes entscheidend für das Schicksal des Gladiatoren. Nachdem der Gladiator den Kaiser um Gnade bat, zeigte dieser entsprechend der Reaktion des Volkes seinen Daumen nach oben oder unten und besiegelte somit das Schicksal des Gladiatoren. Durch die Übernahme politischer Funktionen in den Schauspielen gab es eine Art Recht auf allgemeine Gerichtsbarkeit.
Das Publikum der Römer konnte nicht nur in Hinsicht auf das Schauspiel seinen Einspruch erheben, die römische Gesellschaft ließ auch ihre Proteste gegen Getreide- und Weinpreise, sowie übermäßige Steuerforderungen gegen den Herrscher in den öffentlichen Spielen aus.
Dieses Schauspielprogramm wurde durch den Kaiser finanziert und dabei wurden keine Kosten gescheut. Die Munizipalgesetze regelten die Abfolge bei den Schauspielen und die Einhaltung der sozialen Rangordnung. Bei dieser moralisch bedachten Ordnung der Politik handelt es sich um eine soziale Hierarchie des Publikums. Dabei war dem Kaiser im Kolosseum der Ehrenaufgang vorbehalten, dessen Platz sich in der Mitte einer Seite des Podiums befand. Der Platz des Kaisers nennt sich auch Suggestum. Rings darum waren die Plätze der Senatoren und der anderen Mitglieder des kaiserlichen Hauses angeordnet. Es folgten der Ritterstand und das Militär, die Familien und Diener, die Frauen, und am äußeren nahm das niedere Volk seinen Platz in der Arena ein.

## Rolle der Spiele zwischen Kaiser und Volk
Das römische Volk ließ sich im Wesentlichen von zwei Dingen lenken: die Lebensmittelversorgung und die Spiele. Die Staatsmacht erkannte, dass sie in der Bevölkerung mit den Vergnügungsveranstaltungen genauso viel Zuspruch gewann wie durch ernsthafte Errungenschaften.
Von den Plebejern wurde behauptet, dass sie etwas von ihrem Leben erwarteten: zuerst Essen und Trinken, dann einen gewissen Komfort mit der Möglichkeit, sich nach vollbrachtem Tagewerk zu entspannen, und eben gute Unterhaltung. Das öffentliche Leben sollte ihren Vorstellungen nach durch Ruhm und Größe auf vielfältige Weise festlich bereichert werden. Der Staat hatte also für die Vergnügung des Volkes zu sorgen, damit keine Verdrossenheit aufkam. Wenn das nicht klappte, konnte es zu blutigen Unruhen kommen, was keine Seltenheit war.
Für den Kaiser waren die Spiele ein geeignetes Mittel, um das Volk unter Kontrolle zu behalten. Die Schauspiele halfen gegen Langeweile und Aggressionsabbau. Und außerdem beschäftigte sich das Volk umso weniger mit der Politik, wenn es sich mit den Spielen beschäftigen konnte. Aus diesem Grund sahen die christlichen Kaiser eine politische und gesellschaftliche Notwendigkeit in den Spielen. Sie waren desgleichen bemüht, deren schädliche Wirkung für die öffentliche Ordnung und Moral oder staatliche Finanzen und Vermögen zu begrenzen. Die Spiele stellten immer wieder einen Konflikt zwischen der kaiserlichen Würde und den gesellschaftlichen Rücksichten dar.
Der römische Kaiser verkörperte die Verpflichtungen des Staates gegenüber dem Volk und übernahm die Verbindlichkeiten, die daraus entstanden. In der Kaiserzeit wurden die öffentlichen Spiele dann aufgrund der Häufigkeit eingeschränkt. Die Kaiser rühmten sich dabei in ihrem Namen oder in dem Namen ihrer Angehörigen. Sie waren bemüht, mit einem strahlenden Bild der Festlichkeiten im Gedächtnis ihrer Zeitgenossen zu bleiben. Auf diese Weise sicherten sie sich ihre Beliebtheit beim Volk. Aus Liebe zu den Menschen und aus Liebe zu den Göttern ließen die Kaiser nach der Einschränkung auf eigene Kosten diese Spiele veranstalten. Zu dieser Zeit entwickelte sich dann das System der kaiserlichen Kasse.
Das Temperament und die Mußevorstellung eines Herrschers scheinen in der jeweiligen Freizeitpolitik durch, denn sie konnte in einer politisch motivierten Teilnahme, eine generelle lebhafte Begeisterung an der Schauspielveranstaltungen und in Form eines eigenen politischen Schaustücks seinen Ausdruck finden.
Das zum Schauspiel versammelte Volk konnte jenem Herrscher seine Popularität bekunden, doch dafür musste sich ein Herrscher mit seinem ganzen Einfallsreichtum bemühen, um die erlahmende Neugier eines Volkes zu verhindern. Neuerungen, Abwechslung oder Perfektionierung waren die vielversprechenden Mittel dafür. Für den Kaiser zählte die Überlegenheit und der Rum, der in dem hierarchisch gegliederten Theater die Größe des Volkes präsentierte.
Mit manchen Schauspielgattungen kam es zu kritischen Anspielungen auf den Herrscher, sodass dabei eine gewisse politische Kontrolle auf der Bühne ausgeübt wurde. Dem Volk sollte mitten im Frieden das Bild des Krieges vor Augen geführt werden, um es dafür zu begeistern. Das Theater, der Zirkus und das Amphitheater waren für das Volk oft ein situativer Raum für Meinungsäußerungen, für Zustimmung und Beschwerden.

## Kritische Betrachtung der Spiele
Die christliche Apologetik und Paränese kämpfte gegen die mythische Theologie und das heidnische Theater. Sie hielten die Spiele für unwürdig für die Götterverehrung und schlechte Schauspielveranstaltungen. Das politische System wurde aber bis zu seiner Auflösung im Kaiserreich nicht in Frage gestellt. Das Bemühen um die Popularität wird manchmal als Demagogie und Sklaverei abgetan.
Da die Spiele großen Zulauf bei dem römischen Volk hatten, gab es einen hohen Verlust an den militärischen Traditionen und die Gefahren waren durch die riesige Menge während der Austragung enorm.
In der späteren Kaiserzeit, die auch unter dem neronischen Zeitalter bekannt ist, bekam die Welt der Schauspiele etwas Unmoralisches. Die Spiele würden der allgemeinen geistigen Verfassung als auch der Würde der kaiserlichen Macht einen Schaden zufügen. Die Wagenlenker, die vierspännige Wagen durch den Zirkus lenkten, wurden auf das Höchste verurteilt. Moralisch verglich man hier die Wagenrennen mit dem Ruf der Prostitution.
Die antike Freizeitkultur zeichnete sich durch die solide politische und gesellschaftliche Struktur und die ständig kritische Betrachtung der Intellektuellen aus. Darin liegt die Bedeutsamkeit, die sich gegen Zerstörungs- und Anpassungsversuche widerstandsfähig zeigte.
In der Kaiserzeit gab es Proteste der Intellektuellen, nicht gegen die Spiele allgemein, sondern gegen das, was man aus den Spielen aus der Republik bis in die Kaiserzeit gemacht hatte. Die Spiele wurden zu Hinrichtungsschauen. Es war ein blutiges und bestialisches Spiel der Unmenschlichkeit geworden.
Erst im Jahr 404 n. Chr. konnte die Gladiatur erfolgreich von Honorius unterdrückt werden, an denen die Römer großen Gefallen hatten und schon daran gewöhnt waren.

## Römische Kaiser
Das christliche Kaiserreich arrangierte sich von Kaiser Konstantin bis Theodosius mit dem System der öffentlichen Spiele und seinen politischen Rechtfertigungen.
Die Welt des Schauspiels mit den Gladiatoren steckte sogar die Familie des Mark Aurel an. Später wurde die Athletik von den römischen Herrschern, wie Augustus, Nero und Domitian, übernommen, die daraus eine römische Form der olympischen Spiele geschaffen hatten. In der Zeit des Augustus wurde kein Theater mehr gebaut. Nur Rom erhielt noch das claudische Amphitheater und das einzige Stadion in Rom, das Stadion des Domitian als Erweiterung dazu.
Im alltäglichen Leben versuchten besonders die beiden Herrscher Nero und Domitian, ihr Leben in ein göttliches Leben zu verwandeln, indem es einem olympischen Fest gleichen sollte. Es war ein Allgegenwärtigkeitsausspruch der kaiserlichen Macht.
Die Kaiser von Augustus bis Septimius Severus rühmten sich daran, die Soldaten in der Militärmonarchie der Kaiserzeit bereichert zu haben. Kaiser wollten sich in der Geschichte verankern, so versuchte es auch Kaiser Commodus. Dieser war darum bemüht, die Monate seiner Festlichkeiten symbolisch umzubenennen. Die Triumphfeiern des Mark Aurel und Commodus sowie Septinus Severus prägten sich in das Gedächtnis der Massen ein.
Der römische Kaiser Commodus, dessen Herrschaft von 180 n. Chr. bis 192 n. Chr. reichte, war beim Volk der Römer beliebt. Er sorgte für genügend Brot und Spiele, die von der Bevölkerung gewünscht waren. Commodus hatte eine Vorliebe für öffentliche Wagenrennen und Gladiatorenkämpfe im privaten Rahmen. Den Kaisern war es untersagt, sich an Kämpfen in der Arena zu beteiligen, ihnen drohte der soziale Abstieg. Commodus besaß einen durchaus ausschweifenden Lebensstil, denn er trat gegen die Abmachung verkleidet ins Amphitheater und erdolchte dort Tiere. Aus dem Grund wurde er von den Schauspielern mit Spottversen kritisiert. Der römische Kaiser Commodus war deshalb insbesondere für seine Schandtaten im Zirkus bekannt.